# ABA Liga 2023-24
La ABA Liga 2023-24 fue la vigesimotercera edición de la ABA Liga, competición que reúne 14 equipos de Serbia, Croacia, Eslovenia, Montenegro y Bosnia Herzegovina. La competición comenzó el 29 de septiembre de 2023 y la temporada regular acabó el 5 de abril de 2024.
Toman parte los trece equipos mejor clasificados de la temporada anterior, además del KK MZT Skopje, ascendido de la ABA Liga 2. El campeón fue el Crvena zvezda Meridianbet, que lograba así su séptimo título.

## Equipos participantes
Equipo ascendido de la ABA Liga 2
- KK Krka

Equipo descendido a la ABA Liga 2
- KK MZT Skopje

| Equipo            | Ciudad        | Pabellón                   | Capacidad |
| ----------------- | ------------- | -------------------------- | --------- |
| Borac Čačak       | Čačak         | Borac Hall                 | 4,000     |
| Budućnost VOLI    | Podgorica     | Morača Sports Center       | 5,500     |
| Cedevita Olimpija | Ljubljana     | Arena Stožice              | 12,480    |
| Cibona            | Zagreb        | Dražen Petrović Hall       | 5,400     |
| Crvena zvezda mts | Belgrade      | Aleksandar Nikolić Hall    | 8,000     |
| FMP               | Belgrade      | Železnik Hall              | 3,000     |
| Igokea            | Aleksandrovac | Laktaši Sports Hall        | 3,050     |
| Krka              | Novo Mesto    | Leon Štukelj Hall          | 2,500     |
| Mega Bemax        | Belgrade      | Ranko Žeravica Sports Hall | 5,000     |
| Mornar            | Bar           | Topolica Sport Hall        | 2,625     |
| Partizan NIS      | Belgrade      | Štark Arena                | 18,386    |
| SC Derby          | Podgorica     | Morača Sports Center       | 6,000     |
| Split             | Split         | Arena Gripe                | 6,000     |
| Zadar             | Zadar         | Krešimir Ćosić Hall        | 7,997     |

## Temporada regular
La temporada regular comenzó el 29 de septiembre de 2023 y finalizará el 5 de abril de 2024.

### Clasificación
|                                            | Equipo            | Pts | J  | G  | P  | PF   | PC   | DP   |
| ------------------------------------------ | ----------------- | --- | -- | -- | -- | ---- | ---- | ---- |
| 1                                          | Crvena zvezda     | 48  | 26 | 22 | 4  | 2310 | 1877 | 433  |
| 2                                          | Partizan NIS      | 46  | 26 | 20 | 6  | 2423 | 1966 | 457  |
| 3                                          | Budućnost VOLI    | 45  | 26 | 19 | 7  | 2206 | 2002 | 204  |
| 4                                          | Mega              | 42  | 26 | 16 | 10 | 2246 | 2140 | 106  |
| 5                                          | Cedevita Olimpija | 42  | 26 | 16 | 10 | 2235 | 2184 | 51   |
| 6                                          | Zadar             | 40  | 26 | 14 | 12 | 2050 | 2008 | 42   |
| 7                                          | Igokea            | 39  | 26 | 13 | 13 | 2040 | 2117 | -77  |
| 8                                          | SC Derby          | 37  | 26 | 11 | 15 | 2206 | 2241 | -35  |
| 9                                          | Split             | 37  | 26 | 11 | 15 | 1986 | 2091 | -105 |
| 10                                         | Borac Čačak       | 36  | 26 | 10 | 16 | 2064 | 2181 | -117 |
| 11                                         | FMP               | 36  | 26 | 10 | 16 | 2032 | 2195 | -163 |
| 12                                         | Cibona            | 35  | 26 | 9  | 17 | 2033 | 2189 | -156 |
| 13                                         | Mornar            | 32  | 26 | 6  | 20 | 2023 | 2349 | -326 |
| 14                                         | Krka              | 31  | 26 | 5  | 21 | 1960 | 2274 | -314 |
| Fuente: ABA Liga; actualización automática |                   |     |    |    |    |      |      |      |

Los primeros ocho clasificados jugarán un playoff por el campeonato y el decimotercer clasificado jugará un playoff de descenso

### Resultados
| Local \ Visitante         | BOR    | BUD   | COL     | CIB    | CZV    | FMP   | IGO    | KRK    | MEG    | MOR     | PAR    | SCD    | SPL   | ZAD    |
| ------------------------- | ------ | ----- | ------- | ------ | ------ | ----- | ------ | ------ | ------ | ------- | ------ | ------ | ----- | ------ |
| Borac Mozzart             | —      | 67–86 | 65–74   | 86–79  | 87–93  | 96–75 | 64–70  | 101–83 | 78–94  | 79–71   | 77–84  | 87–76  | 93–83 | 89–81  |
| Budućnost VOLI            | 100–79 | —     | 81–82   | 93–85  | 84–62  | 82–76 | 79–76  | 82–69  | 73–71  | 103–100 | 83–89  | 82–94  | 72–58 | 103–73 |
| Cedevita Olimpija         | 82–78  | 72–80 | —       | 93–91  | 96–86  | 82–74 | 106–74 | 91–79  | 89–87  | 105–89  | 95–91  | 102–93 | 97–68 | 73–79  |
| Cibona                    | 97–101 | 66–98 | 72–97   | —      | 59–82  | 89–93 | 70–77  | 91–63  | 69–83  | 73–72   | 74–87  | 94–82  | 81–73 | 71–88  |
| Crvena zvezda Meridianbet | 90–74  | 95–86 | 94–51   | 84–56  | —      | 87–54 | 80–48  | 110–57 | 83–89  | 95–75   | 88–86  | 94–78  | 89–67 | 93–54  |
| FMP Meridian              | 86–72  | 84–76 | 84–96   | 72–77  | 72–83  | —     | 78–64  | 97–99  | 73–83  | 111–94  | 61–105 | 86–99  | 84–66 | 77–96  |
| Igokea m:tel              | 78–62  | 88–74 | 83–72   | 87–91  | 63–81  | 73–74 | —      | 90–84  | 78–92  | 84–64   | 52–98  | 91–82  | 77–80 | 100–94 |
| Krka                      | 89–80  | 75–86 | 92–78   | 54–72  | 67–90  | 87–89 | 80–92  | —      | 91–106 | 79–72   | 56–96  | 72–97  | 76–80 | 75–88  |
| Mega MIS                  | 89–90  | 72–92 | 97–86   | 80–76  | 88–98  | 86–72 | 92–76  | 72–77  | —      | 101–87  | 88–86  | 88–79  | 92–78 | 91–81  |
| Mornar Barsko zlato       | 80–78  | 61–87 | 74–86   | 88–85  | 66–102 | 75–77 | 86–84  | 86–83  | 65–99  | —       | 76–98  | 91–86  | 76–93 | 86–78  |
| Partizan Mozzart Bet      | 101–56 | 96–83 | 110–102 | 96–67  | 98–87  | 88–57 | 89–91  | 96–76  | 112–80 | 110–78  | —      | 99–76  | 67–74 | 113–74 |
| SC Derby                  | 86–84  | 80–93 | 82–78   | 93–101 | 77–91  | 94–85 | 81–90  | 84–70  | 89–82  | 94–79   | 78–84  | —      | 91–92 | 88–75  |
| Split                     | 75–61  | 75–81 | 93–85   | 76–83  | 73–92  | 78–66 | 90–95  | 78–74  | 88–73  | 87–75   | 53–76  | 72–76  | —     | 75–82  |
| Zadar                     | 79–80  | 57–67 | 88–65   | 91–64  | 74–81  | 72–75 | 74–59  | 70–53  | 74–71  | 92–57   | 84–68  | 79–74  | 77–61 | —      |

## Playoffs
|  | Cuartos de final     | Cuartos de final     |                      |   | Semifinales | Semifinales |  |  | Finales | Finales |
|  |                      |                      |                      |   |             |             |  |  |         |         |
|  |                      |                      |                      |   |             |             |  |  |         |         |
|  |                      |                      |                      |   |             |             |  |  |         |         |
|  | Crvena zvezda        | 2                    |                      |   |             |             |  |  |         |         |
|  | Crvena zvezda        | 2                    |                      |   |             |             |  |  |         |         |
|  | SC Derby             | 0                    |                      |   |             |             |  |  |         |         |
|  | SC Derby             | 0                    | Crvena zvezda        | 2 |             |             |  |  |         |         |
|  |                      |                      | Crvena zvezda        | 2 |             |             |  |  |         |         |
|  |                      | Mega MIS             | 0                    |   |             |             |  |  |         |         |
|  | Mega MIS             | Mega MIS             | 0                    | 2 |             |             |  |  |         |         |
|  | Mega MIS             |                      |                      | 2 |             |             |  |  |         |         |
|  | Cedevita Olimpija    | 0                    |                      |   |             |             |  |  |         |         |
|  | Cedevita Olimpija    | 0                    | Crvena zvezda        | 3 |             |             |  |  |         |         |
|  |                      |                      | Crvena zvezda        | 3 |             |             |  |  |         |         |
|  |                      | Partizan Mozzart Bet | 0                    |   |             |             |  |  |         |         |
|  | Partizan Mozzart Bet | Partizan Mozzart Bet | 0                    | 2 |             |             |  |  |         |         |
|  | Partizan Mozzart Bet |                      |                      | 2 |             |             |  |  |         |         |
|  | Igokea m:tel         | 0                    |                      |   |             |             |  |  |         |         |
|  | Igokea m:tel         | 0                    | Partizan Mozzart Bet | 2 |             |             |  |  |         |         |
|  |                      |                      | Partizan Mozzart Bet | 2 |             |             |  |  |         |         |
|  |                      | Budućnost VOLI       | 1                    |   |             |             |  |  |         |         |
|  | Budućnost VOLI       | Budućnost VOLI       | 1                    | 2 |             |             |  |  |         |         |
|  | Budućnost VOLI       |                      |                      | 2 |             |             |  |  |         |         |
|  | Zadar                | 0                    |                      |   |             |             |  |  |         |         |
|  | Zadar                | 0                    |                      |   |             |             |  |  |         |         |

### Cuartos de final
| Equipo 1                  | Series | Equipo 2          | 1.er partido | 2.º partido | 3.er partido |
| ------------------------- | ------ | ----------------- | ------------ | ----------- | ------------ |
| Crvena zvezda Meridianbet | 1–0    | SC Derby          | 83–81        | 92–77       | —            |
| Mega MIS                  | 2–0    | Cedevita Olimpija | 119–98       | 85–71       | —            |
| Partizan Mozzart bet      | 2–0    | Igokea m:tel      | 94–85        | 101–80      | —            |
| Budućnost VOLI            | 2–0    | Zadar             | 100–69       | 80–73       | —            |

### Semifinales
| Equipo 1                  | Series | Equipo 2       | 1.er partido | 2.º partido | 3.er partido |
| ------------------------- | ------ | -------------- | ------------ | ----------- | ------------ |
| Crvena zvezda Meridianbet | 2–0    | Mega MIS       | 103–73       | 94–69       | —            |
| Partizan Mozzart Bet      | 2–1    | Budućnost VOLI | 78–67        | 73–74       | 100–86       |

### Finales
| Equipo 1                  | Series | Equipo 2             | 1.er partido | 2.º partido | 3.er partido | 4.º partido | 5.º partido |
| ------------------------- | ------ | -------------------- | ------------ | ----------- | ------------ | ----------- | ----------- |
| Crvena zvezda Meridianbet | 3–0    | Partizan Mozzart Bet | 85–82        | 80–73       | 82–76        | —           | —           |

## Galardones individuales

### MVP de la jornada
| Jornada | Jugador               | Equipo                        | Val. |
| ------- | --------------------- | ----------------------------- | ---- |
| 1       | Jurij Macura          | Krka                          | 31   |
| 2       | Kenan Kamenjaš        | SC Derby                      | 31   |
| 3       | Luka Božić            | Zadar                         | 39   |
| 4       | Luka Božić (2)        | Zadar (2)                     | 29   |
| 5       | Luka Božić (3)        | Zadar (3)                     | 43   |
| 6       | Nikola Topić          | Mega MIS                      | 41   |
| 7       | Jaka Blažič           | Cedevita Olimpija             | 31   |
| 8       | Luka Božić (4)        | Zadar (4)                     | 48   |
| 9       | Lovre Runjić          | Split                         | 35   |
| 10      | Luka Božić (5)        | Zadar (5)                     | 39   |
| 11      | Nemanja Nedović       | Crvena zvezda Meridianbet     | 32   |
| 12      | Luka Božić (6)        | Zadar (6)                     | 44   |
| 13      | Luka Božić (7)        | Zadar (7)                     | 38   |
| 14      | Stefan Miljenović     | Mega MIS (2)                  | 43   |
| 15      | Vladimir Mihailović   | Budućnost VOLI                | 33   |
| 16      | Uroš Luković          | Mornar Barsko zlato           | 32   |
| 17      | Tavian Dunn-Martin    | Mornar Barsko zlato (2)       | 31   |
| 18      | Mateo Drežnjak        | SC Derby (2)                  | 37   |
| 19      | Luka Božić (8)        | Zadar (8)                     | 38   |
| 20      | Stefan Miljenović (2) | Mega MIS(3)                   | 31   |
| 21      | Uroš Plavšić          | Mega MIS (4)                  | 35   |
| 22      | Yago Santos           | Crvena zvezda Meridianbet (9) | 40   |
| 23      | Luka Božić (9)        | Zadar (9)                     | 34   |
| 24      | Jaka Blažič (2)       | Cedevita Olimpija (2)         | 37   |
| 25      | Stefan Miljenović (3) | Mega MIS (5)                  | 34   |
| 26      | Uroš Plavšić (2)      | Mega MIS (6)                  | 36   |
| QF1     | Nikola Đurišić        | Mega MIS (7)                  | 38   |
| QF2     | Kenan Kamenjaš (2)    | SC Derby (2)                  | 29   |
| SF1     | Aleksa Avramović      | Partizan Mozzart Bet          | 19   |
| SF2     | Freddie Gillespie     | Crvena zvezda Meridianbet (3) | 24   |
| SF3     | James Nunnally        | Partizan Mozzart Bet (2)      | 27   |
| F1      | Yago dos Santos (2)   | Crvena zvezda Meridianbet (4) | 21   |
| F2      | Nemanja Nedović (2)   | Crvena zvezda Meridianbet (5) | 20   |
| F3      | Luka Mitrović         | Crvena zvezda Meridianbet (6) | 23   |

Fuente: ABA League

### MVP del mes
| Mes       | Jugador         | Equipo            | Ref.   |
| 2023      | 2023            | 2023              | 2023   |
| --------- | --------------- | ----------------- | ------ |
| Octubre   | Luka Božić      | Zadar             | [ 6 ]  |
| Noviembre | Karlo Matković  | Cedevita Olimpija | [ 7 ]  |
| Diciembre | Luka Božić (2)  | Zadar (2)         | [ 8 ]  |
| 2024      |                 |                   |        |
| Enero     | Shannon Shorter | Split             | [ 9 ]  |
| Febrero   | Marcus Weathers | Mornar Bar        | [ 10 ] |
| Marzo     | Luka Božić (3)  | Zadar (3)         | [ 11 ] |